# Abbaye du Val-des-Vignes
Pour les articles homonymes, voir Abbaye Notre-Dame.
L’ancienne abbaye du Val-des-Vignes était un monastère de religieuses cisterciennes sis sur l'actuelle commune d'Ailleville, dans l'Aube (France). Fondée avant 1220, elle disparait totalement à la Révolution après avoir connu diverses fortunes.

## Origines
Une première abbaye de femmes, fondée par les dames de Jaucourt, d'AIlleville et d'Arzillières qui sont parentes, devait accueillir les dames nobles des environs de Bar. Elle était l'abbaye de Notre-Dame de Vado de Ternant. Une crue en 1233 l'emporte, elle est reconstruite plus haut, dans le village. 

### Abbaye de femmes
Sise au lieu-dit le Val-des-Vignes au diocèse de Langres, elle est citée sous le vocable de Doomus Matrice Salvatoris en 1230.
Les sires de Jaucourt en étaient les protecteurs.

### Unie à Clairvaux
Elle ne semble pas très prospère et le chapitre général de l'ordre de Citeaux de 1399 décida de son union avec Clairveaux. La communauté de femmes subsista sur place jusqu'en 1443 avant d'être déplacée au couvent des Filles-Dieu à Paris.

### Prieuré d'hommes
Un prieuré lui succéda mais il fut supprimé en 1487 pour les mêmes raisons que précédemment, Clairveaux en prit possession le 18 octobre 1488.

### Métairie
Supprimée en 1681, elle devint une ferme qui fut saisie comme Bien national. Un pouillé du diocèse la décrit comme suit en 1770 : « Métairie, à un quart de lieue, où il y a une petite chapelle de la Descente de la Croix, et dépendant de Clairveaux, appelé les Filles-de-Dieu. Chapelle sans titre. »

## Les abbés

### Abbesses
- 1252 Sibille,
- 1275 Marguerite,
- 1288 Alix,
- 1314 Marguerite II,
- 1321 Isabeau,
- 1348 Marguerite de Boussenay,
- 1374 Simone de Chassainnes,
- 1383 Marguerite de saint-Phal,
- 1403 Marguerite III,
- 1443 Jeanne de Luxerre.

### Prieurs
- 1443 : Pierre François,
- 1474 : dom Nicole d'Autreville,
- 1480 : frère Jean Sauvage.

### Procureurs et gouverneurs
- 1481 Jean de Lens,
- 1488 Nicolas de Soppia,
- 1491 Martin Demrin,

...
- 1544 Jean Broullart,
- 1545 Pierre Trémilly.